# Hololepta inermis
Hololepta inermis är en skalbaggsart som beskrevs av Heinrich Bickhardt 1914. Hololepta inermis ingår i släktet Hololepta och familjen stumpbaggar. Inga underarter finns listade i Catalogue of Life.